# När mörkret faller (film, 2006)
När mörkret faller är en svensk dramafilm från 2006 i regi av Anders Nilsson. Huvudrollerna görs av Oldoz Javidi, Lia Boysen, Reuben Sallmander, Per Graffman och Peter Engman.

## Handling
Två unga systrar hamnar i en mardrömslik och livsfarlig återvändsgränd när de går emot sin familjs vilja.
Några dörrvakter attackeras av ett gäng kriminella och rena kriget utbryter. 
En framgångsrik kvinna, vinnare av Stora journalistpriset, polisanmäler sin man som har misshandlat henne under flera år och chockas när hon inser att hon därmed får en ny fiende i deras gemensamma journalistkollegor.
Vad ingen av förövarna har förutsett är den enorma kampvilja som nu väcks hos de som hotats en gång för mycket och en strid på liv och död kan börja.